# Mujer arreglándose el cabello
Mujer arreglándose el cabello es una obra de bronce con pátina café del artista español Pablo Picasso creada en 1906-1907. Actualmente se encuentra en el Museo Soumaya de la Ciudad de México.

## Historia
Esta  obra precede a Cabeza de mujer (Fernande) de 1906, que es considerada su primera escultura cubista. Las dos piezas forman parte de más de treinta que Picasso realizó entre 1900 y 1912. El tema principal es de tipo formal, y las referencias psicológicas o anecdóticas se van suprimiendo cada vez más para abrir el camino hacia el cubismo.
En 1905, Picasso inicia su inmersión en los problemas de la forma. Había creado bañistas en pinturas y dibujos inspirados por El gran bañista de Cézanne. En escultura, las tahitianas macizas de Paul Gauguin lo tenían fascinado. De su viaje por los Países Bajos quedan obras sobre el cuerpo que luego en España trabajará para crear efectos, como el ver una figura de frente y de espaldas a la vez. En sus esculturas de 1906 y de 1907, se revelan los primeros resultados del cubismo en lo que ha sido llamado el periodo de Gósol -según Werner Spies, equivalente a sus épocas azul y rosa en pintura.

## Descripción
Mujer arreglándose el cabello fue modelada a partir de varios dibujos, compilados luego en los Cuaderns catalans (Cuadernos catalanes). No es una obra para rodearse, ni da pie a narraciones ejemplares: debe ser vista frente al ángulo en que la mujer está peinando su cabellera estilizada.